# Бласкосанчо
Бласкосанчо (ісп. Blascosancho) — муніципалітет в Іспанії, у складі автономної спільноти Кастилія-і-Леон, у провінції Авіла. Населення — 124 особи (2010).
Муніципалітет розташований на відстані близько 95 км на північний захід від Мадрида, 25 км на північ від Авіли.

## Демографія
Динаміка населення (INE ):